# Coriandrum
Coriandrum es género cosmopolita de plantas con dos especies incluidas en la familia Apiaceae. Comprende 23 especies descubiertas y de estas, solo 2 aceptadas.

## Descripción
Son hierbas anuales, delgadas, caulescentes, ramificadas, glabras, con raíces axonomorfas delgadas. Hojas alternas, pecioladas, ternadas o pinnadamente lobadas o pinnadas a pinnadamente disecadas, membranáceas; pecíolos envainadores. Inflorescencia de umbelas laxas compuestas; pedúnculos terminales y laterales; involucro ausente; radios escasos, patente-ascendentes; involucelo de algunas cuantas bractéolas pequeñas, angostas; pedicelos patente-ascendentes. Cáliz dentado, los dientes prominentes, frecuentemente desiguales; pétalos oblongos con un ápice inflexo más angosto, rosados, los pétalos externos radiados; estilos delgados, el estilopodio bajo cónico. Frutos globosos o anchamente ovoides.

## Taxonomía
El género fue descrito por Carlos Linneo y publicado en Species Plantarum 1: 256. 1753.  La especie tipo es: 

## Especies
- Coriandrum sativum L.
- Coriandrum tordylium (Fenzl) Bornm.